# Sofia Wadensjö Karén
Sofia Wadensjö Karén, född 7 december 1970 i Uppsala, är en svensk journalist som varit VD för Utbildningsradion mellan 2018 och 2022.

## Biografi
Sofia Wadensjö Karén studerade litteraturvetenskap och svenska vid Uppsala universitet 1989–1994 och avlade filosofie kandidatexamen. Hon utbildade sig därefter till journalist på dåvarande JMK, Institutionen för mediestudier på Stockholms universitet 1994–1995. Hon arbetade på Laholms Tidning 1995–1997 och på Tidningen Södermalm 1998–1999 och var därefter frilansskribent. 
Hon var på Aftonbladet 2003–2010, bland annat som featurechef 2009–2010. Hon var mellan 2011 och 2018 chefredaktör för tidskriften Vi och vd för Vi Media AB, som under hennes tid som ledare växte och förbättrade sin lönsamhet. Mellan 2018 och 2022 var hon vd för Utbildningsradion  och 2023 tillträder hon som programdirektör på Sveriges Radio.
Wadensjö Karén var styrelseordförande i den publicistiska samarbetsorganisationen Utgivarna 2016–2018. Hon erhöll 2017 Sveriges Tidskrifters Stora Pris bland annat med motiveringen att hon "inspirerar genom att med hög trovärdighet kämpa för den fria oberoende journalistiken och för att skapa nya affärer för tidskriftsbranschen. Årets pristagare visar att det utan tvekan går att kombinera höga publicistiska ambitioner med ekonomisk framgång". 2018 tilldelades hon utmärkelsen Årets alumn vid Uppsala universitet och året därpå, 2019, valdes hon in som hedersledamot vid Värmlands nation i Uppsala.

### Familj
Sofia Wadensjö Karén är dotter till biskop Bengt Wadensjö och växte upp i Uppsala, Nacka och Karlstad. Hon är gift med Fredric Karén och har två barn.